# Xbox (consola)
Xbox es una videoconsola doméstica de 32 bits y la primera de la serie de videoconsolas Xbox fabricada por Microsoft. Salió a la venta como la primera incursión de Microsoft en el mercado de las consolas de videojuegos el 15 de noviembre de 2001 en Norteamérica, seguida de Australia, Europa y Japón en 2002. Está clasificada como consola de sexta generación, compitiendo con la PlayStation 2 de Sony, la GameCube de Nintendo y la Sega Dreamcast de Sega. También fue la primera consola exitosa producida por una empresa estadounidense desde el lanzamiento de la Atari Jaguar en 1993.
Con el lanzamiento de la PlayStation 2, que ofrecía la posibilidad de reproducir CD-ROM y DVD además de juegos, Microsoft empezó a preocuparse de que las videoconsolas pudieran destituir a la computadora personal como dispositivo de entretenimiento para las salas de estar. La consola se anunció en febrero del 2000. Mientras que la mayoría de las consolas de juegos hasta ese momento se construían a partir de componentes de hardware personalizados, la Xbox se construyó a partir de componentes estándar de ordenadores personales, utilizando variaciones de Microsoft Windows y DirectX como sistema operativo para soportar los juegos y la reproducción de medios.
La Xbox era técnicamente más potente que sus rivales, ya que contaba con un procesador Intel Pentium III de 32 bits a 733 MHz y un procesador que podía encontrarse en un PC estándar; y fue la primera consola en incorporar un disco duro interno. La consola también se construyó con soporte directo para conectividad de banda ancha a Internet a través de un puerto Ethernet integrado, y con el lanzamiento de Xbox Live, un servicio pago de juegos en línea, un año después del lanzamiento de la consola, Microsoft se hizo un hueco temprano en los juegos en línea y convirtió a la Xbox en un fuerte competidor en la sexta generación de consolas. La popularidad de títulos de gran éxito como Halo 2 de Bungie Studios contribuyó a la popularidad de los juegos de consola en línea, y en particular de los shooters en primera persona.
La Xbox tuvo un lanzamiento récord en Norteamérica, vendiendo 1,5 millones de unidades antes de finales de 2001, ayudada por la popularidad de uno de los títulos de lanzamiento del sistema: Halo: Combat Evolved, que vendió un millón de unidades en abril de 2002. El sistema llegó a vender un total de 24 millones de unidades en todo el mundo, incluyendo 16 millones en Norteamérica; sin embargo, Microsoft fue incapaz de obtener beneficios constantes con la consola, cuyo precio de fabricación era mucho más caro que su precio de venta al público, a pesar de su popularidad, perdiendo más de 4000 millones de dólares durante su vida comercial. El sistema superó en ventas a la Nintendo GameCube y a la Sega Dreamcast, pero fue superado ampliamente por la PlayStation 2, que había vendido más de 155 millones de unidades cuando se dejó de fabricar en 2013. También tuvo un rendimiento inferior fuera del mercado occidental; en particular, se vendió mal en Japón debido al gran tamaño de la consola y a la sobreabundancia de juegos comercializados para el público estadounidense en lugar de títulos desarrollados en Japón. La producción del sistema se interrumpió entre 2005 y 2006.
La Xbox fue la primera de una marca continua de consolas de videojuegos desarrollada por Microsoft, siendo sucedida por la Xbox 360; lanzada en 2005, la Xbox One lanzada en 2013 y las consolas Xbox Series X y Series S lanzadas en 2020.

## Antecedentes
Antes de que Microsoft incursionara en el mercado de las videoconsolas con un sistema basado en la arquitectura PC, existieron bastantes casos de consolas basadas en un ordenador, generalmente con pobres resultados.
- La Sega SG-1000 hizo el camino inverso al lanzar el ordenador doméstico Sega SC-3000
- La Amstrad GX4000 es una versión recortada de la gama Amstrad CPC Plus
- La Atari XE está basada en la gama de computadoras Atari 65XE
- La Commodore 64 Games System (Superconsola C64 en España) es un Commodore 64 sin teclado.
- Las Zemmix son una gama de consolas basadas en MSX, MSX2 y MSX2+ con un éxito local en Corea del Sur
- La Amiga CD32 se basa en el Commodore Amiga 1200. Es uno de los pocos casos con un éxito relativo
- La Pippin fue una videoconsola que desarrolló Apple basada en sus equipos Mac PowerPC para emular el sistema de licenciarlo a terceros como ya hacía la 3DO Interactive Multiplayer. Es de lejos el mayor fracaso de este tipo de conversiones.

En 1998, Microsoft colaboró con Sega en la adaptación del sistema operativo Windows CE para la videoconsola Dreamcast. Se la dotó de teclado y ratón, pero los juegos que los soportaron son escasos. Además la mayor parte de los juegos utilizaban librerías propietarias de Sega para exprimir mejor el hardware de la Dreamcast, en lugar del SO de Microsoft, que fue usado principalmente para algunas conversiones de títulos de PC.
En su generación, Sony lanzó para la PlayStation 2 Linux para PlayStation 2, una distribución oficial de Linux solo comercializada en Japón donde el espacio reducido de la vivienda es un problema crónico. Por ello el soporte de disco duro IDE de su periférico de interfaz de red.

## Desarrollo
La contratación por parte de Microsoft de un pequeño equipo de ingenieros de software especializados en videojuegos, hace concebir a La Xbox como hardware con propósito específico, en un contexto equivalente a como Apple concibió sus computadoras en el ámbito del propósito general. Microsoft retrasó en varias ocasiones la noticia de su nueva consola, y finalmente fue revelado como proyecto a finales de 1999, a raíz de las entrevistas con Bill Gates. Gates dijo que un dispositivo de juego / entretenimiento es esencial para la convergencia multimedia en los nuevos tiempos del ocio digital. El 10 de marzo de 2000, fue confirmado el nuevo proyecto Xbox, mediante un comunicado oficial de Microsoft.
Según el libro Smartbomb, por Heather Chaplin y Aaron Ruby, el notable éxito de la PlayStation de Sony preocupó a Microsoft a fines de los años 1990. El creciente mercado de videojuegos parecía amenazar el mercado de la PC, que Microsoft ha dominado y ha sido una de sus grandes fuentes de ingresos. Además, diversificaría la línea de productos de Microsoft como una empresa del mercado de juegos de consola, que hasta ese momento se había concentrado mucho en el software.
Según el libro de Dean Takahashi, "Opening the Xbox", fue conocida como "DirectX-box", haciendo alusión del uso del DirectX en una consola de videojuegos. El nombre definitivo para su comercialización fue "Xbox", la consola todavía conservó algo de la palabra DirectX, especialmente la letra "X" que forma el logotipo del sistema.
Cuando se acercaba el lanzamiento de la consola, James Allard era el responsable del desarrollo del hardware y del software; Ed Fries, del desarrollo de los juegos en la plataforma, y Mitch Koch de ventas y marketing; los responsables informaban a Robbie Bach. Este equipo de Microsoft también fue responsable del desarrollo de la Xbox 360.

## Lanzamiento
Las fechas de lanzamiento en los distintos países son las siguientes:

20 de junio de 2002

| País                  | Fecha                   |
| --------------------- | ----------------------- |
| Estados Unidos        | 15 de noviembre de 2001 |
| Japón                 | 22 de febrero de 2002   |
| Europa                | 14 de marzo de 2002     |
| Australia (y Oceanía) | 14 de marzo de 2002     |

## Descontinuación de la consola
Después del lanzamiento de la consola Xbox, Microsoft comienza a trabajar en su sucesora, la Xbox 360, que es lanzada a finales de 2005 y utiliza una arquitectura diferente. Entre 2006 y 2009, Microsoft fue retirando poco a poco del mercado la Xbox, para así dedicarse a la comercialización de la Xbox 360.
Cuando Microsoft descontinuó la consola en 2009, el servicio en línea Xbox Live siguió dando soporte a la Xbox, pero fue descontinuado en 2010 haciendo que la consola pierda su soporte de servicio en línea, en dicha consola para centrarse en el soporte a la Xbox 360. En esa época, Microsoft ya se encontraba trabajando en la sucesora de la Xbox 360, la Xbox One. Su último juego fue Madden NFL 09.
A pesar de que Xbox Live se suspendió en 2010, existen servidores en línea de reemplazo como Insignia. Se admiten numerosos juegos como Halo 2.

## Hardware y accesorios

### Hardware

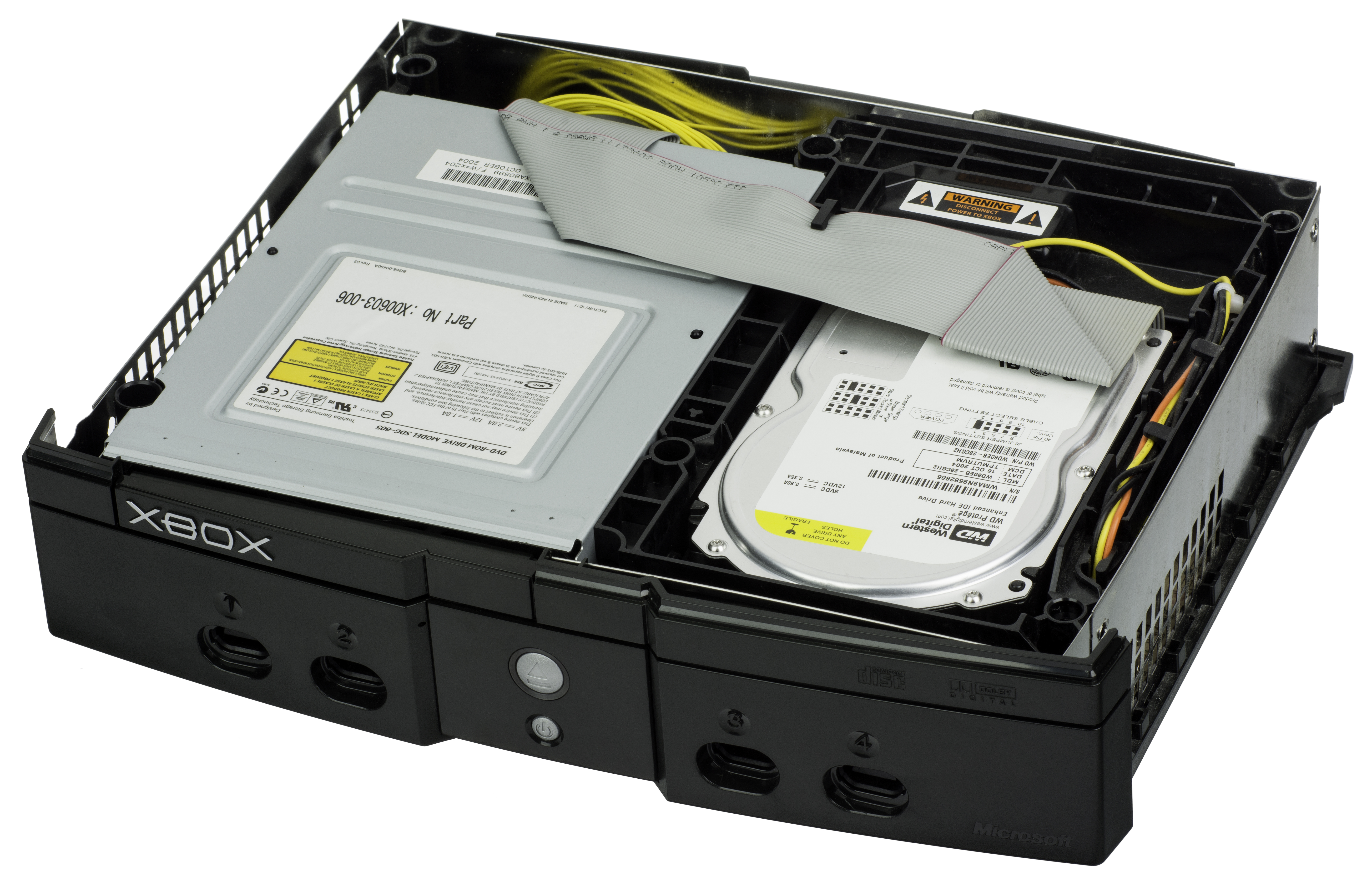
Consola Xbox desmontada, mostrando la unidad de DVD interna y el disco duro.

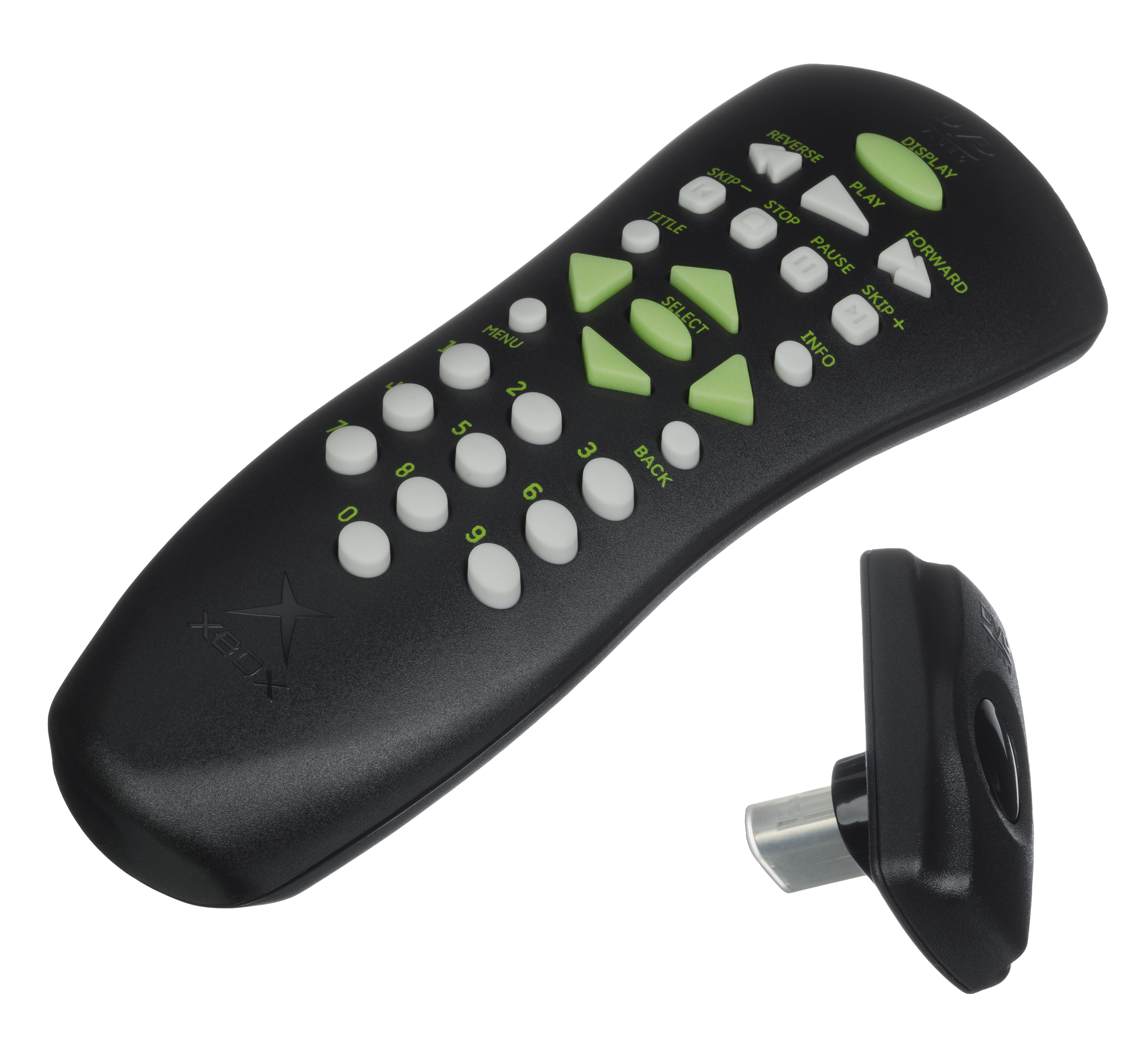
Control remoto y receptor de Xbox.

La Xbox está basada en la arquitectura x86, misma tecnología empleada en las computadoras personales. El equipo cuenta con un Procesador Central de 32 bits, basado en el diseño del Pentium III, tiene una velocidad de reloj de 733 MHz, tiene 64 MiB de RAM, del tipo DDR SDRAM y corre una velocidad de 200 MHz. Además incorpora un disco duro, (cuyo tamaño es de 8 GB en el primer modelo y de 10 GB en modelos posteriores) usado primordialmente para guardar juegos y los contenidos descargados en Xbox Live. El sistema incorpora cuatro entradas S-USB (una modificación de los USB) para controladores alámbricos. También incluía un puerto RJ-45 Fast Ethernet.
Durante la fase de desarrollo de la consola, había 2 opciones para la CPU. Intel presentó un chip basado en el núcleo Coppermine de sus Pentium III, mientras que AMD presentó una propuesta basada en su Athlon. Microsoft optó por Intel.
En el apartado gráfico, Microsoft encargó a nVidia esta tarea. Desarrolló 2 procesadores: el controlador multimedia y el chip gráfico propiamente dicho. El IGP (Integrated Graphic Processor) es descendiente del GeForce 4, situándose en rendimiento entre la versión GeForce 3 Ti 500 y el posterior Geforce 4 Ti 4200. Recibió el nombre en código de NV2A.
El controlador multimedia realizaba las tareas de reproducción de vídeo, decodificación de audio Dolby Digital y controlador de red.
Estos 2 procesadores, basados en la gama nForce de nVidia, se conectaban entre ellos a través de un bus HyperTransport.

### Accesorios

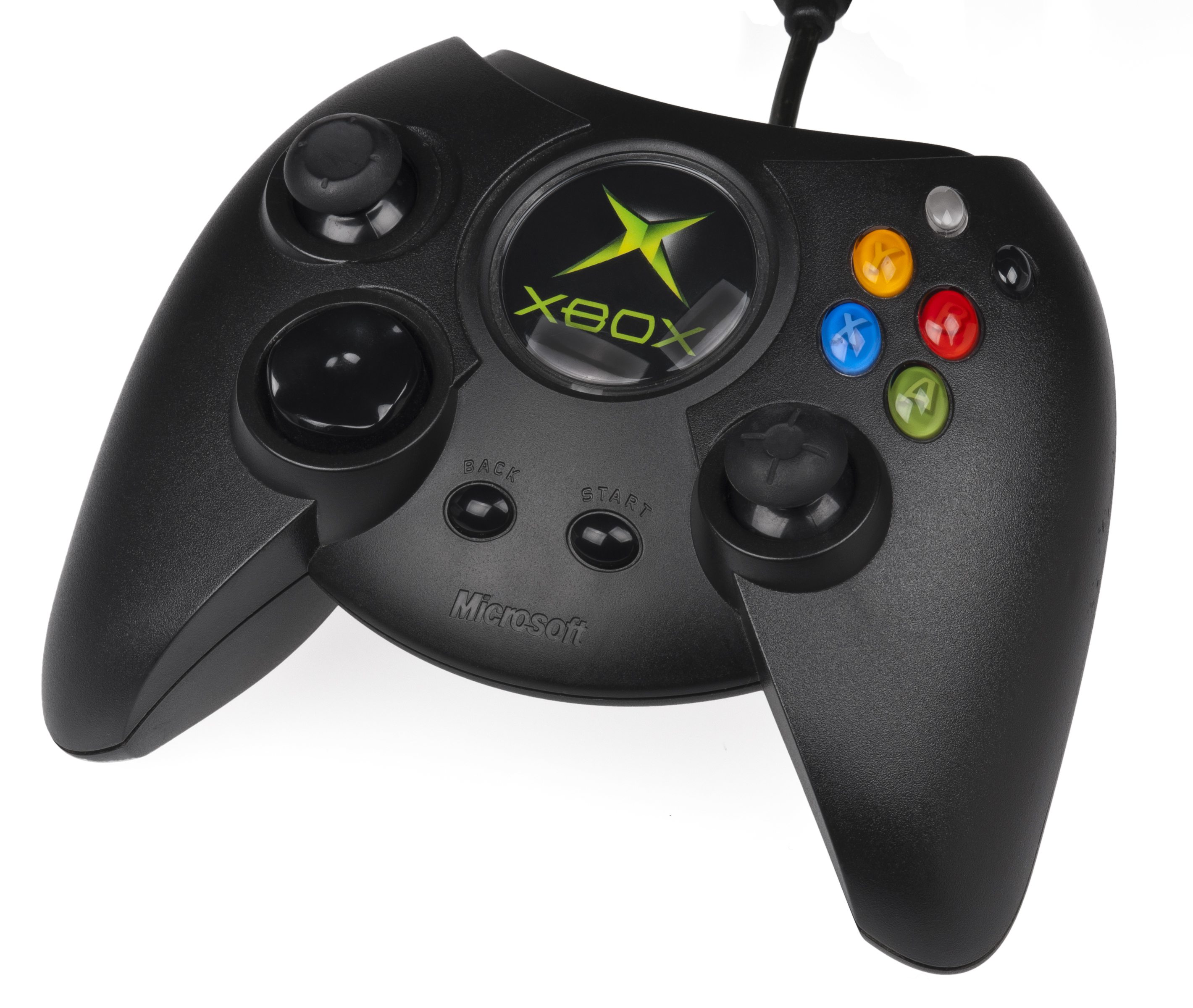
Control "Duke" de Xbox.

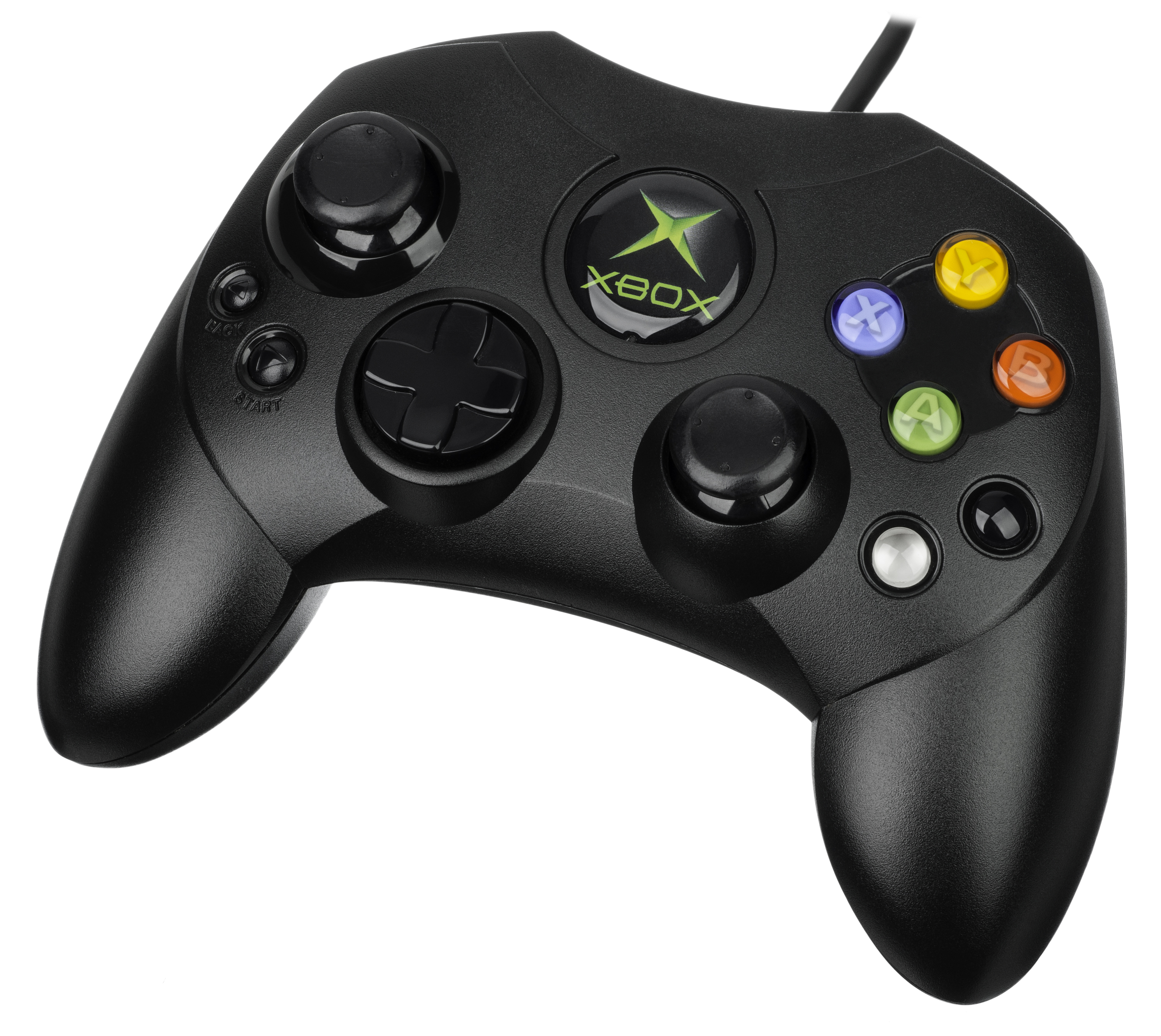
Control "S" de Xbox.

La Xbox posee una gran cantidad de accesorios, como son tarjetas de memorias, cables audio y vídeo.
- Adaptador RF Xbox: Es un adaptador que permite conectar la Xbox a televisores que carezcan de conexión de audio y vídeo.
- Cable estándar de conexión audio/video Xbox: Es un cable que permite conectar la consola a un televisor con terminal de entrada de audio y vídeo compuesto.
- Memoria Xbox: Es una unidad de memoria portátil cuya capacidad es de 8, 16 y 32 MB, sirve para almacenar partidas y poder transportar los archivos hacia otras consolas Xbox. Esta unidad es para uso exclusivo con controladores compatibles con Xbox que tengan ranuras de expansión de memoria.
- Auriculares: es un aparato que sirve para comunicarse mediante partidas multijugador en "XBOX LIVE"
- Control DVD: mediante un accesorio conectado a las entradas principales de controles comunes, el mismo recibe señales del control en su lector infrarrojo, esto permite disfrutar las películas tal como se haría con un DVD común. Es obligatorio el conectar este dispositivo para la reproducción de un DVD.

## Sistema operativo
Según filtraciones del código fuente de Windows NT 3.5 y el sistema operativo de la Xbox, su sistema operativo está basado en Windows 2000.

## Soporte de medios

### Disco
- DVD de doble capa de 8,5 GB (Algunos juegos ocupaban más de 5 GB como Jade Empire o Shenmue II y estaban en dichos DVD)
- DVD de 4,7 GB de capacidad.
- CD de 700 MB de capacidad.

### Música
- WMA Mediante CD originales se podían transferir su música al disco duro para posteriormente reproducirla mientras jugabas a determinados juegos con esta opción disponible.
- MP3

### Vídeo
- DVD
- DVD-R

A Partir de aquí formatos que puede reconocer mediante programas no oficiales con previa modificación.

### Imagen
- JPG
- JPEG
- GIF
- PNG
- TIFF
- BMP

### Vídeo
- MPEG-2
- MPEG-4
- MKV
- DivX
- VCD
- DVD
- WMV
- RM
- RMVB
- AVI
- MOV
- AVI
- FLV

## Entorno de desarrollo

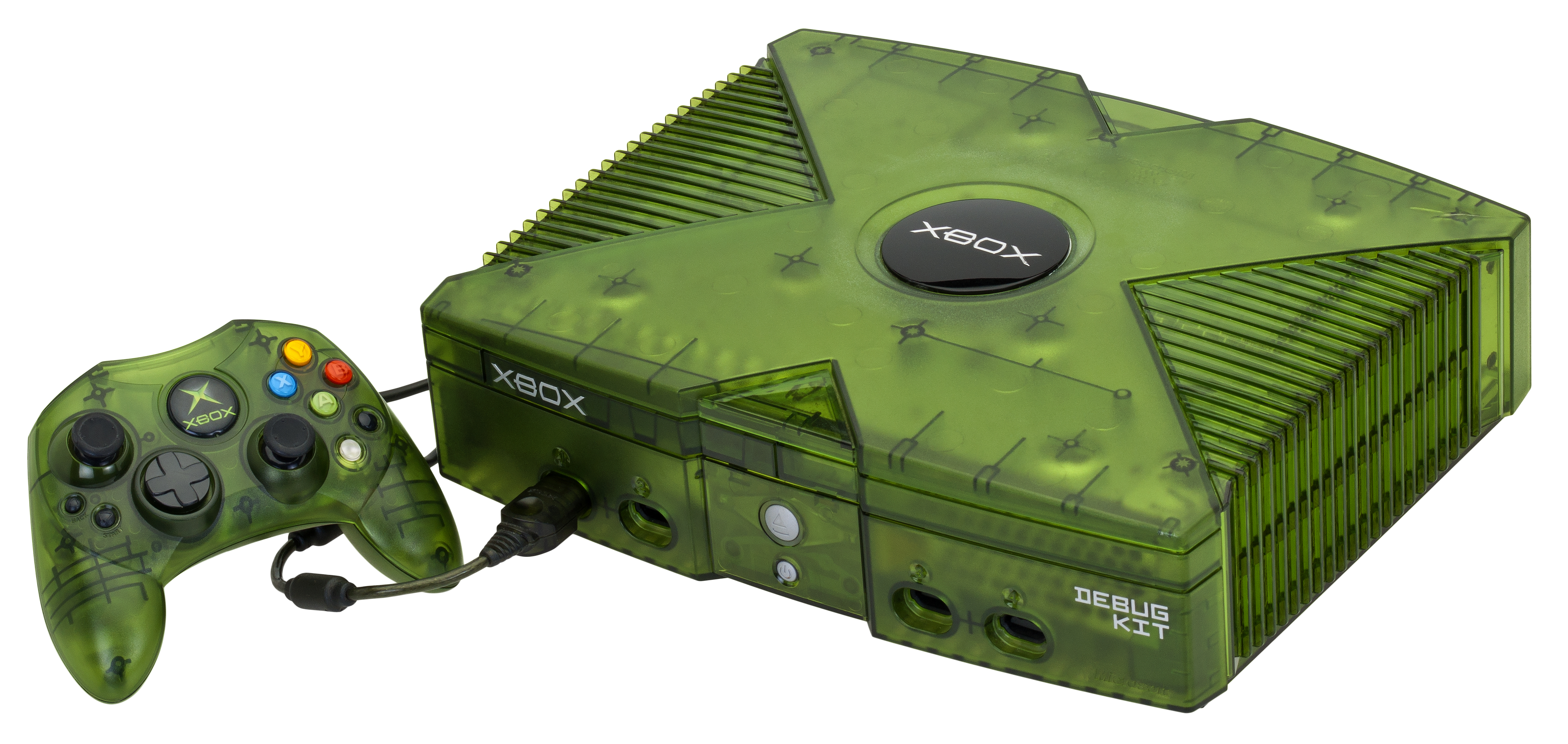
El kit de depuración de Xbox.

Para el desarrollo de juegos en Xbox, los programadores cuentan con un Kit de Desarrollo.

### Kit de desarrollo de software
Usualmente abreviado SDK, es un conjunto de herramientas que le permite al programador desarrollar aplicaciones para cada plataforma como computadoras personales, equipos portátiles, videoconsolas, etc. Al utilizar estas herramientas se pueden crear videojuegos, sistemas operativos, hojas de cálculo, navegadores, etc. Microsoft distribuye su propia versión de SDK, bajo el nombre Xbox Development Kit (abreviado XDK).
El kit de desarrollo para Xbox está ampliamente basado en las bibliotecas DirectX de Windows, tanto que la mayor parte del código desarrollado para juegos Windows puede reutilizarse directamente para juegos de Xbox. Los únicos cambios que hay son los naturales teniendo en cuenta que hablamos de una arquitectura cerrada (conocida), por lo que no es necesario realizar tareas como descubrir las capacidades del chip gráfico, crear una nueva ventana, etcétera.

### Xbox Development Kit
XDK (Xbox Development Kit) es un software creado por Microsoft para el desarrollo de videojuegos en la Xbox. El kit incluye compiladores, bibliotecas, y la opción de interactuar con el programa Microsoft Visual Studio .NET 2003. Además, al adquirir la licencia de desarrollador autorizado, se pueden comprar equipos de depuración Xbox, que permiten ejecutar directamente el código generado por el compilador en la consola.

### XFAT y XISO
XFAT es el formato de la partición del disco duro basada en el sistema FAT32 y XISO es el formato de asignación para juegos de xbox.

## Videojuegos
Esto es únicamente un pequeño listado de los juegos más famosos desarrollados para la Xbox a lo largo de su historia.
- Halo es un juego desarrollado por Bungie Software y Microsoft Game Studios. Es una de las franquicias principales y más populares en la Xbox. Sus títulos han ayudado a Microsoft a incrementar las ventas de sus consolas.

- Halo 2 es un juego desarrollado por Bungie Software y Microsoft Game Studios. Secuela de la saga de Halo es el videojuego más vendido de xbox, y uno de los más aclamados por crítica y usuarios. Su excelente modo en línea (el cual acabó el 14 de abril de 2010) revolucionó el modo en línea en consolas.

- Star Wars: Caballeros de la Antigua República es un juego de la saga Star Wars cuya historia transcurre 4000 años antes del Episodio I: la amenaza fantasma. Desarrollado por la corporación Bioware y la compañía Lucas Arts. Fue ganador del premio al juego del año de 2003 y fue el juego más vendido de Xbox y PC en el año.

- Star Wars: Caballeros de la Antigua República 2: Los Señores Sith la secuela esta vez fue desarrollada por Obsidian Entertainment. Situada 4 años después del primer juego, donde después de la "guerra civil jedi" la purga jedi afecta a la república y a la galaxia. El juego tuvo muchos bugs y faltaban partes de la historia, pero su interesante historia hizo que tuviera un relativo éxito.

- Doom 3 es un juego desarrollado, editado y distribuido por ID Software y portado para la consola por Vicarious Visions. Contó también con la expansión La resurrección del mal.

- Project Gotham Racing es un juego de carreras desarrollado por Bizarre Creations, programado exclusivamente para la Xbox como secuela del Metropolis Street Racing de Dreamcast. La temática de este juego es ganar varios torneos y comprar vehículos mediante puntos ("kudos") que se vayan ganando en los torneos.

- Fable es un juego de rol creado por Lionhead Studios para plataformas Microsoft Windows y en la consola Xbox. Este juego consiste en manejar un personaje que se va entrenando en el transcurso del juego y se tiene la oportunidad de decidir el camino que tomará el personaje, ya sea el camino del bien o el del mal.

- Forza Motorsport Es un juego de carreras desarrollado por Microsoft, similar a Gran Turismo, pero más completo, con modelo de daños, pero con mejor calidad gráfica, posibilidad de modificar (tunear) los vehículos, entre otras muchas cosas. Es uno de los últimos juegos que se desarrollaron para esta consola y es exclusivo de la misma.

- The Elder Scrolls III: Morrowind Con una trama épica, Morrowind, desarrollado por Bethesda Softworks, consiguió llegar al corazón de los más amantes del rol. Un mundo enorme y muy detallado (en comparación con la anterior entrega) por descubrir, las posibilidades de edición el personaje y la aparición de la perspectiva en tercera persona hicieron de este juego una obra maestra. Existen distintas líneas argumentales aparte de la principal.

- Grand Theft Auto: San Andreas Es un juego sandbox de Rockstar Games para consola Xbox, PlayStation 2, Xbox 360 y para computadores. La temática, como la de sus antecesores es controlar a un personaje, en este caso Carl Johnson, en el estado de San Andreas de donde huyó cinco años antes.

Dentro del mismo catálogo de la Xbox, hay un total de 1162 juegos disponibles oficialmente a la venta, entre ellos:

## Juegos no lanzados
En esta versión los otros juegos que se planifican para esta consola fueron cancelados al principio del desarrollo.
- Bully
- Disney's Kim Possible: What's the Switch?
- King of Fighters 94 Rebout
- Looney Tunes: Back in Action
- Nicktoons Unite!
- Pac Man World Rally
- Power Rangers Dino Thunder
- Soulcalibur III
- Spyro: Enter the Dragonfly

## Ventas
| Región                         | Millones de unidades vendidas   | Disponible              |
| ------------------------------ | ------------------------------- | ----------------------- |
| Japón                          | 0.53 a 5 de abril de 2008       | 22 de febrero de 2002   |
| Estados Unidos                 | 16.42 a 5 de abril de 2007      | 15 de noviembre de 2001 |
| Europa                         | 7.81 a 5 de abril de 2007       | 14 de marzo de 2002     |
| Total                          | 24.76 a 5 de abril de 2007      |                         |
| Mundialmente (datos oficiales) | 24 000 000 a 1 de marzo de 2007 |                         |

Desde su lanzamiento al mercado, la Xbox logra experimentar un crecimiento económico acelerado que le ayuda a posicionarse por delante de la Nintendo GameCube y obtiene una cuota de mercado importante. Sin embargo, la Xbox no logra posicionarse por delante de la PlayStation 2 de Sony (que a fecha del 20 de junio de 2008 llevaba vendidas más de 140 000 000 unidades, 50 000 000 en el mercado estadounidense), debido a que el sistema fue lanzado tarde, a la escasez de videojuegos en comparación con PlayStation 2 y la impopularidad que obtiene en varios países como Japón.
La Xbox estuvo en primer lugar de ventas en el Reino Unido (tercer país en el mercado mundial de videojuegos) y otros países como México, Australia, Colombia y Nueva Zelanda. Ocupó el segundo lugar en ventas en el mercado de Estados Unidos (primer mercado mundial del sector) y Puerto Rico. En el resto de los países europeos alcanzó el tercer lugar en ventas, muy cerca de GameCube. En España, por ejemplo, las cifras de ventas eran de 300 000 GameCube frente a 240 000 Xbox durante toda su vida útil. Por el contrario, las cifras de Francia o Alemania dan claramente la ventaja a la consola de Nintendo, que supera las 600 000 unidades, el doble de lo que apunta la consola de Microsoft en ambos mercados.[cita requerida]
Sin embargo, a finales de 2004, la División Entertainment & Devices (división que fabrica la Xbox) obtuvo una pérdida de 154 000 000 dólares a lo largo del trimestre.
Se dice que la estrategia de Microsoft no era el beneficio, sino la penetración en el mercado de las videoconsolas, principalmente el mercado estadounidense, hasta entonces dominado por Sony y Nintendo.[cita requerida]